# Kerti zsázsa

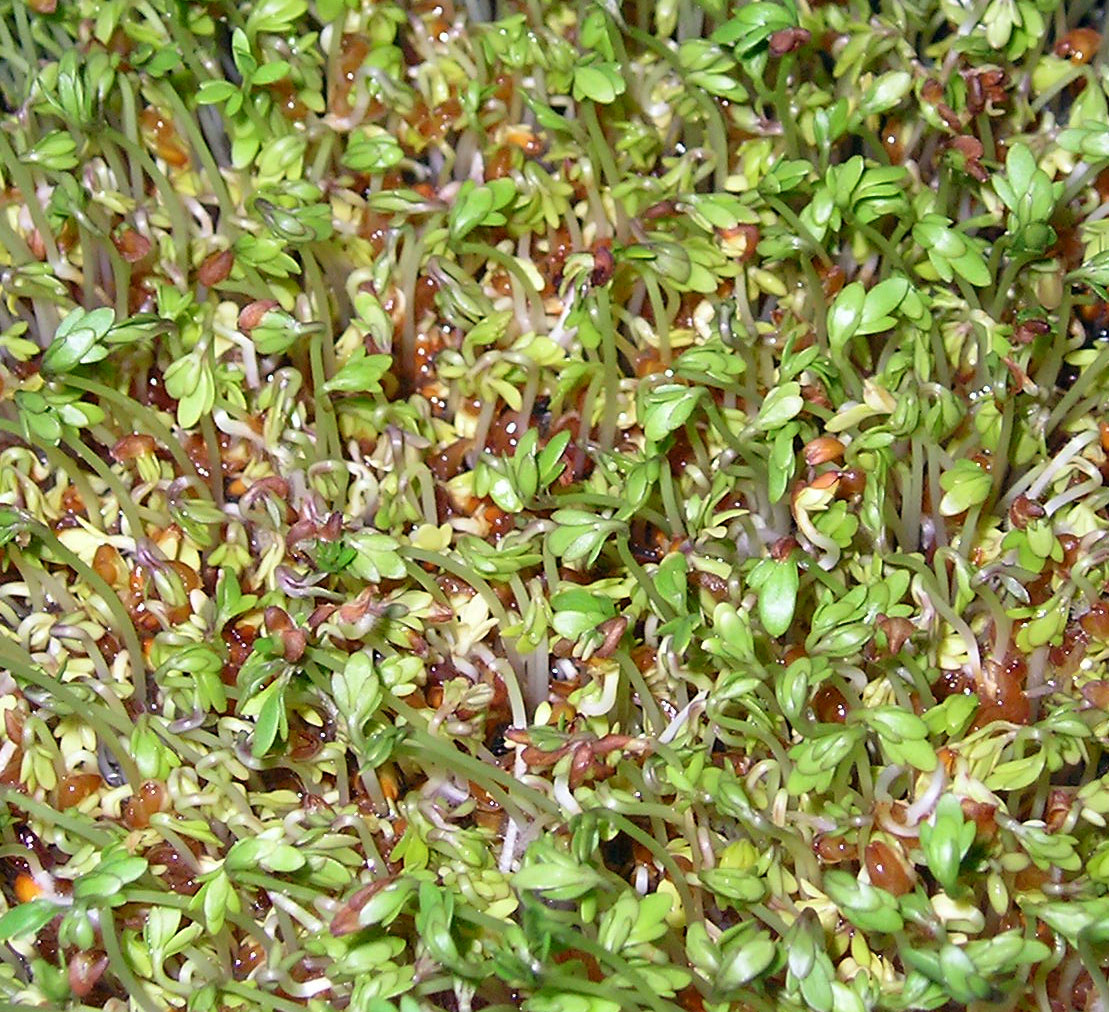

A kerti zsázsa (Lepidium sativum) a káposztafélék (Brassicaceae) családjába tartozó faj.
A legrövidebb tenyészidejű zöldségnövény: a vetés után 12–14 nappal már fogyasztható. Népi nevei: salátatorma, vadmustár, szépítőfű, kányafű, kerti tormafű, kerti rézsuka, kis zsázsafű, kres, sása-fű).

## Származása, élőhelye
Valószínűleg a mai Irán területéről származik: Dioszkuridész Babilont tartotta hazájának. Kínában már i. e. 1500-ban ismerték: I. Yin császári miniszter növényjegyzékében a legfinomabb salátaként említette. Magjait egyiptomi sírokban is megtalálták; a görög Theophrasztosz részletesen leírta termesztését.

## Megjelenése, termesztése
Apró, barna magját télen bármikor vethetjük – célszerűen valamilyen lapos edénybe, tálkába, tányérba, műanyag dobozba. A jó minőségű, lehetőleg homokkal kevert kerti földet kedveli: ebből két-három ujjnyi már elég neki. Ne használjunk más szobanövények cserepéből származó földet, mert az rendszerint fertőzött. Az ilyen talajból kikelő növénykék szára elvékonyodik, a növények eldőlnek és elpusztulnak.
Vetés előtt nyomkodjuk le a földet! Ne takarékoskodjunk a vetőmaggal: ha sűrűn vetünk, többet takaríthatunk be. A magokat fedjük le 1–2 mm vastag föld- vagy homokréteggel, és ezt is nyomkodjuk le!
A veteményt célszerű sötét helyre állítani, vagy kartonpapírral fedni, hogy ne érje a fény. Akkor tehetjük világosra, amikor már leesett a maghéj a levélkék hegyéről. Ezután viszont sok fény kell neki. A zsázsa kedveli a meleget: a legjobban 20–22 °C-on növekszik.
A vetés után három-négy nappal a magok már erélyesen tolják magukat a felszínre: ezt bőséges öntözéssel segíthetjük, a zsázsának ugyanis elsősorban vízre van szüksége – olyannyira, hogy föld nélkül is kifejlődik: ha egy tányérba több réteg itatóspapírt fektetünk, és alaposan benedvesítjük, az is megfelel. Természetesen az ilyen vetést is le kell takarni – erre a legjobb egy vékony réteg vatta, amin a növénykék át tudnak bújni. Ne öntözzük felülről, mert a vízcseppektől a növények elfekszenek. Ha az edény alja átereszti a vizet, akkor állítsuk naponta 5–10 percre vízbe, hogy a talaj jól átnedvesedjen.
A 10-12. napon már sűrű, zöld vetésünk lesz. A növénykék eddigre már két-három apró lomblevelet is fejlesztenek a két sziklevél fölött. Ez a legalkalmasabb idő a betakarítás elkezdésére. A szobában, edényben termelt növényeket ollóval vágjuk le a talaj felszíne fölött. Ne húzzuk ki a növényt a földből, mert a gyökérszálak közé keveredett földet nehéz letisztogatni.
Mivel a levágott növények nem sarjadnak újra, célszerű hetenként egy-egy edénnyit vetni, így mindig lesz vágható és fogyasztható zsázsánk.
Földjét csak egyszer használjuk fel, mert a nedves talajban könnyen elszaporodik a palántadőlést okozó gomba. Ettől a kikelő növénykék összeroskadnak, a földre fekszenek és emiatt fogyaszthatatlanná silányulnak.
Szabadföldön is termelhetjük; ilyenkor március végétől júniusig több szakaszban, 10 cm sortávolságra vessük. Földjét gondosan készítsük elő és finoman műveljük el, hogy az apró magok jó magágyba kerüljenek. Alapos öntözés után itt se kell egy hétnél több a növények kikeléséhez, és három héten belül be is takaríthatjuk őket.

## Felhasználása
A római Ovidius, Martialis és Columella egyaránt afrodiziákumnak tartotta, olyannyira, hogy gramen impudica (szemérmetlen mag) néven emlegették a férfiak gerjedelmének fokozása miatt –, Plinius  viszont éppen ellentétes hatást tulajdonított neki.
Annyi bizonyos, hogy az ókorban nagyon kedvelt salátanövény volt, azt azonban nehéz kibogozni, hogy az egyes görög vagy latin szerzők a zsázsáról szólva a kerti zsázsára vagy a vízi zsázsa néven is ismert orvosi vízitormára gondoltak.
A növény szárát és szikleveleit esszük – esetleg az első, zsenge lomblevelekkel együtt, mert ezek íze éppen olyan kellemes, mint a szikleveleké. A kifejlett növény levelei már rágósak, élvezhetetlenek. A friss zsázsa a tormához hasonlóan csípős, de íze annál sokkal enyhébb, kellemesebb. Különösen ízletes a vajas kenyér friss kerti zsázsával. A friss termést kis csomókban alufóliába göngyölve le is fagyaszthatjuk.
Mártást, levest és teát is főznek belőle.
Köztes növényként vetve biológiai védelmet biztosít a gyümölcsfáknak a levéltetvek ellen, a káposzta- és a salátaféléknek a csigák ellen. Dísznövénynek is termesztik, szárítva virágkötéshez használják. Mivel gyorsan kel, sorjelzésre is alkalmas, például a sokkal lassabban növő petrezselyemmel együtt vetve.

## Hatóanyagai
Enyhén csípős, kicsit a mustárra vagy a tormára emlékeztető ízét (amiért népi neveit kapta) a glükotropeolin nevű mustárolaj-glükozidának köszönheti; emellett baktériumölő, ún. fitoncid anyagot is tartalmaz. Sok benne a C-vitamin (30 mg/100 g), ezért fogyasztása főleg télen előnyös. Tartalmaz még karotint, B vitaminokat és sok ásványi sót – főleg káliumot, kalciumot, foszfort, nátriumot, jódot és vasat.

## Hasonló fajok
A vízi zsázsát, más néven vízitormát (Nasturtium officinale) ma is tömegesen termelik Angliában, Franciaországban és Németországban (Erfurt környékén) – régebben főleg természetes tavakban, most már inkább betonmedencékben, amikben csónakról „aratják” őket. A nyugat-európai piacokon ősztől tavaszig kis, fóliával fedett és mindig jegelt papírdobozokban árulják.
Egyes országokban további növényeket is forgalmaznak zsázsa néven. Ilyen például a közönséges borbálafű (Barbarea vulgaris), a réti kakukktorma (Cardamine pratensis) és néhány más, nálunk nem honos salátanövény.